# Karolina Widerström

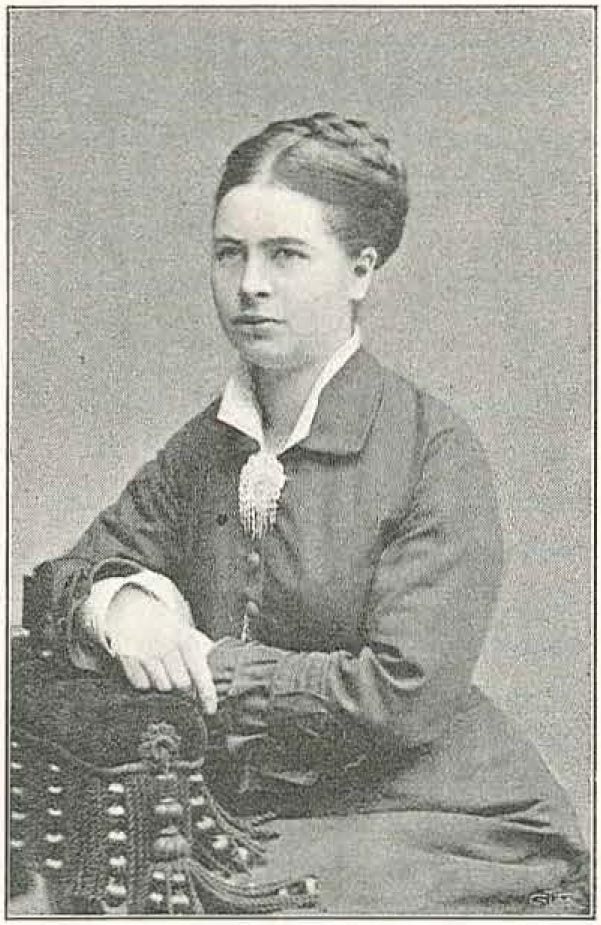
Karolina Olivia Widerström, 1913

Karolina Olivia Widerström, genannt Lina Widerström (* 10. Dezember 1856 in Hälsingborg; † 4. März 1949 in Stockholm), war eine schwedische Gynäkologin. Sie war die erste schwedische Ärztin mit einer Universitätsausbildung. Als Feministin und Politikerin setzte sie sich für das Frauenwahlrecht und für die Sexualerziehung ein.

## Ausbildung
Karolina Widerström wurde 1856 in Hälsingborg als einzige Tochter des Sportlehrers und Tierarztes Otto Fredrik Widerström und seiner Frau Olivia Erika Dillén geboren. Die Familie zog 1873 nach Stockholm, und auf Wunsch ihres Vaters studierte sie von 1873 bis 1875 am Gymnastischen Institut, um Sportlehrerin zu werden. Diese Ausbildung schloss sie 1875 ab, bekam im Winter 1875/76 eine Anstellung als Assistentin bei Professor Lars Gabriel Branting als Physiotherapeutin, der ihr den Vorschlag unterbreitete, Medizin zu studieren, um Ärztin zu werden. Diesem Vorschlag folgte sie, absolvierte die Wallinska skolan in Stockholm und studierte im Anschluss an der Universität Uppsala und dem Karolinska-Institut.
Als erste Frau schloss sie im Jahr 1884 ihr Studium am Karolinska-Institut ab, und vier Jahre später, im Jahr 1888, erhielt sie das Lizenziat in Medizin und wurde die erste Frau, die in Schweden als Ärztin registriert wurde. Sie spezialisierte sich auf Frauenheilkunde und Gynäkologie. Da sie als Frau keine Anstellung in einem Krankenhaus fand, eröffnete sie ein Jahr später eine gynäkologische Praxis in Stockholm, die großen Zulauf fand. Oft warteten die Frauen sogar im Treppenhaus, da der Wartebereich immer voll war. Sie betrieb zudem von 1893 bis 1906 eine Privatklinik, in der sie operierte.
1933 wurde ihr die Ehrendoktorwürde in Medizin des Karolinska-Instituts verliehen.

## Sexualerziehung
Widerström setzte sich für eine Sexualerziehung ein. Ihr war wichtig, dass Mädchen und Frauen ihren Körper besser kennen lernen sollten, aber auch Jungen sollten an diesem Unterricht teilnehmen. Sie hielt es gleichzeitig für wichtig, dass junge Menschen auch von den positiven Aspekten der Sexualität hörten. 1889 schrieb sie einen Aufsatz über „Die weiblichen Genitalien, ihre Funktionen und ihre häufigsten Krankheiten“.
Nach dem Tod ihrer Mutter im Jahr 1909 zog Widerström mit der Ärztin Maria Aspman zusammen, gemeinsam starteten sie mehrere Projekte. Sie gründeten eine Schule für Kinderfürsorge, schrieben Schulbücher, und auf ihre Anregung ging es zurück, dass Sexualhygiene und Gesundheitserziehung in den Lehrplan der Volksschulen aufgenommen wurde. Bereits 1897 hielt Karolina Widerström Vorträge über Sexualhygiene vor erwachsenen Frauen. Teilnehmerkarten für den Vortrag wurden privat verkauft, weil man in den Zeitungen nicht dafür werben konnte. Der Unterricht wurde bald auf Schulen und Seminare ausgeweitet, und sie lehrte vor Lehrern und Schulmädchen. Ihre Vorträge umfassten sexuelle Hygiene, Anatomie, Fortpflanzung und wie man sich am besten vor Krankheiten und Schwangerschaft schützt. Auf ihre Anstrengungen ist zurückzuführen, dass 1907 Sexualerziehung an fast allen Mädchenschulen in Stockholm unterrichtet wurde und 1921 dieses Fach an den meisten Mädchenschulen in Schweden eingeführt wurde. Zehn Jahre später war es landesweit Unterrichtsfach an allen Schulen.

## Frauenrechte
Karolina Widerström trieb auch andere Fragen der Frauenrechte voran. Sie widmete sich dem Kampf gegen die Prostitution und plädierte für den sozialen Schutz unverheirateter Mütter. Sie arbeitete zusammen mit Hilfsaktionen für ausgebeutete und misshandelte Frauen.
Sie war an den meisten wichtigen politischen Fragen in Bezug auf Frauenrechte und Gesundheit beteiligt. Sie setzte sich für einen gleichen Lohn für Männer und Frauen ein, für ein Kindergeld, Unterhalt und für das Erbrecht nichtehelicher Kinder.
Im Jahr 1899 gründete Widerström das Kinderkrankenhaus Sällskapet, in dem Krankenschwestern ausgebildet wurden. Sie eröffnete eine Vorschule, in der auch arme Mütter ihre Kinder geben konnten, um zur Arbeit gehen zu können. Als in den frühen 1900er Jahren der Mutterschutz eingeführt wurde und es Frauen untersagt wurde, in bestimmten Zeiten vor und nach der Geburt eines Kindes zu arbeiten, kämpfte sie für eine Mutterschaftsversicherung, die 1911 umgesetzt wurde.
1918 gründete sie die Frauenärztekommission (heute Kvinnliga Läkares Förening, KLF). Daneben war Karolina Widerström Mitglied in weiteren Verbänden: der Fredrika Bremerförbundet, dem Akademiskt Bildade kvinnors förening einer Vereinigung akademisch gebildeter Frauen, später umbenannt in Kvinnliga Akademikers Förening KAF, der Vereinigung der Liberalen Frauen, später Liberaler Frauenbund, und in der Nationalen Vereinigung für das Frauenwahlrecht. Sie setzte sich für eine Änderung der Frauenbekleidung ein, gegen Petticoats und Korsetts, für Reformkleidung und Hosen, die einen besseren Einfluss auf das weibliche Skelett hatten.

## Tod
Karolina Widerström starb am 4. März 1949 in Stockholm. Ihr Nachlass befindet sich in der Universitätsbibliothek der Universität Göteborg.

## Schriften
- De qvinnliga könsorganen, deras funktioner och deras vanligaste sjukdomar (1889)
- Den kvinnliga klädedräkten betraktad ur hälsans synpunkt (1893)
- Kvinnohygien, populärt framställd. De kvinnliga underlifsorganen, deras förrättningar och vård (1899)
- De veneriska sjukdomarna och deras bekämpande (1905)